# Saison 2 de Xena, la guerrière
Chronologie
Saison 1 de Xena, la guerrière Saison 3 de Xena, la guerrière
Cet article présente le guide des épisodes de la seconde saison de la série télévisée Xena, la guerrière.

## Distribution

### Personnages principaux
- Lucy Lawless (VF : Denise Metmer) : Xena[1]
- Renée O'Connor (VF : Marie-Laure Dougnac) : Gabrielle[2]

### Acteurs récurrents
- Patrick Floersheim : le narrateur
- Ted Raimi : Joxer
- Hudson Leick : Callisto
- Kevin Smith (VF : Thierry Mercier) : Arès
- Melinda Clarke : Velasca
- Danielle Cormack : Ephiny
- Karl Urban : Jules César, Cupidon
- Charles Siebert : Poséidon (voix), Sisyphe

## Épisode 1:L'Orphelin de guerre
- États-Unis : 30/09/1996 (Syndication)
- France : 22/11/1997 (TF1)

- Alexander Campbell : Miklan
- Peter Tait : Daylon
- David Taylor : Solan, fils de Xena
- Mark Ferguson : Dagnine

- Xena a un fils
- Créatures et personnages légendaires : Centaure

## Épisode 2:La mémoire effacée
- États-Unis : 07/10/1996 (Syndication)
- France : 27/11/1997 (TF1)

- Robert Harte : Maphias
- Micaela Daniel : Lachesis
- Mark Ferguson : Krykus
- Elizabeth Pendergrast : Atropos
- Aaron Devitt : Lyceus

- On peut voir la même séquence des femmes aux champs que dans l’épisode Le Retour de Xena.

## Épisode 3:Mon ami Goliath
- États-Unis : 14/10/1996 (Syndication)
- France : 06/12/1997 (TF1)

- Todd Rippon : Goliath
- Antony Starr : David
- Emma Brunette : Sarah
- Dennis Hally : Roi Saul
- Calvin Tuteao : Dagon

- Créatures et personnages légendaires : David et Goliath

## Épisode 4:Dans l'antre de Bacchus
- États-Unis : 21/10/1996 (Syndication)
- France : 25/01/2001 (TF6)

- Matthew Chamberlain : Orphée
- Anthony Ray Parker : Bacchus
- Kym Kristalie : Bacchante #1

- Le titre original fait référence à la chanson Girls Just Wanna Have Fun de Cyndi Lauper.
- Cet épisode n’a jamais été diffusé sur TF1 et il marque le retour de Ted Raimi interprétant Joxer comme récurrent dans la série. Il a été diffusé lors de la création de la chaîne appartenant à TF1 : TF6.
- Créatures et personnages légendaires : Bacchus, Bacchantes, Orphée

## Épisode 5:Le Retour de Callisto
- États-Unis : 28/10/1996 (Syndication)
- France : 13/12/1997 (TF1)

- Frederick Bedford : prêtre du village
- Scott Garrison : Perdicus

- Cet épisode est dédié à Michelle Calvert.

## Épisode 6:Le Mystère des trois princesses
- États-Unis : 04/11/1996 (Syndication)
- France : 20/12/1997 (TF1)

- Norman Forsey : Roi Lias
- Chris Bailey : Agis
- Simon Fa'amoe : Alcibiades

- Cet épisode fait office de suite au 15e épisode de la saison précédente Les deux princesses

## Épisode 7:L'Étrangère
- États-Unis : 11/11/1996 (Syndication)
- France : 27/12/1997 (TF1)

- Erik Thomson : Hadès
- Michael Cooper : Gressius
- Darien Takle : Cyrène

- On peut noter un petit anachronisme, Arès, divinité mythologique porte une boucle d’oreille en forme de crucifix. Il ne s'agit pas d'un crucifix mais d'une épée, son symbole divin.
- Créatures et personnages légendaires : Arès, Hadès.

## Épisode 8:Les Dix Petits Soldats
- États-Unis : 18/11/1996 (Syndication)
- France : 03/01/1998 (TF1)

- Chris Ryan : Virilius
- Bruce Hopkins : Tegason
- Marcel Kalma : Sadus
- Jason Kennedy : Carus

- Xena reprend sa vraie apparence.
- Le personnage de Sisyphe n’est plus interprété par Ray Henwood mais par le réalisateur de cet épisode, Charles Siebert.
- Créatures et personnages légendaires : Sisyphe

## Épisode 9:Solstice d'hiver
- États-Unis : 09/12/1996 (Syndication)
- France : 10/01/1998 (TF1)

- Peter Vere-Jones : Roi Silvos
- Joe Berryman : Senticles
- Daniel James : Lynal

- Le titre et la trame de cet épisode s'inspirent du conte Un chant de Noël de Charles Dickens. De plus, le nom de Senticlès (en grec ancien Σεντίκλης / Sentíklês), le fabricant de jouets, est un clin d'œil au père Noël (« Santa Claus » en anglais). La fin de l'épisode fait aussi un clin d'œil à la naissance du Christ.

## Épisode 10:Les Manuscrits de Xena
- États-Unis : 13/01/1997 (Syndication)
- France : 24/01/1998 (TF1)

- Mark Ferguson : John Smythe
- Robert Tapert : Lui-même

- Un clin d’œil aux films d’aventures et surnaturels tels  que la série  Indiana Jones, la malédiction de la momie ou encore les films de loup-garou.
- À la fin de l’épisode, on peut noter un clin d’œil à la genèse de la série Xena.
- Lors du générique de fin, on peut lire ceci : No Hollywood Producers were harmed during the production of this motion picture. (« Aucun producteur de Hollywood n’a été blessé lors du tournage de cet épisode. ») [3]

## Épisode 11:La Plus Belle
- États-Unis : 20/01/1997 (Syndication)
- France : 31/01/1998 (TF1)

- Robert Trebor : Salmoneus
- Karen Dior : miss Artiphys
- Katherine Kennard : miss Skiros
- Simone Kessell : miss Messine
- Jennifer Rucker : miss Parnassos
- John Sumner : le seigneur Clairon
- Calvin Tuteao : le doge de Messine
- Stan Wolfgramm : le palatin de Parnassos

## Épisode 12:Destinée
- États-Unis : 27/01/1997 (Syndication)
- France : 07/02/1998 (TF1)

- Nathaniel Lees : Nicklio
- Ebonie Smith : M’Lila
- Rebecca Kopacka : Calisto jeune
- Karl Urban : Julius Caesar

- Anachronisme historique : Xena a assisté au siège de Troie et s’est battue contre Jules César, alors que ce dernier a vécu plus de mille ans après la guerre de Troie.
- Créatures et personnages légendaires : Jules César.

## Épisode 13:Résurrection
- États-Unis : 03/02/1997 (Syndication)
- France : 14/02/1998 (TF1)

- Michael Hurst : Iolas
- Bruce Campbell : Autolycos
- Jodie Dorday : Solaris

- Xena et Gabrielle s’embrassent pour la première fois.
- On peut noter un clin d’œil au film Evil Dead 2 : le corps d'Autolycos qui bouge tout seul rappelle bien la possession du personnage Ash Williams et son combat contre sa main.
- Lors du générique de fin, on peut lire ceci : Xena's body was not harmed during the production of this motion picture. However, it took weeks for Autolycus to get his swagger back. « Le corps de Xena n’a pas été blessé lors du tournage cet épisode. Par contre, Autolycos a mis des semaines pour retrouver sa vantardise habituelle. »[4].
- Créatures et personnages légendaires : Amazones.

## Épisode 14:Alliance avec le diable
- États-Unis : 10/02/1997 (Syndication)
- France : 21/02/1998 (TF1)

- Lors du générique de fin, on peut lire ceci : The reputation of the Amazon Nation was not harmed despite Velasca’s overly radical adherence to an otherwise valid belief system. « La réputation des Amazones n’a pas été blessée malgré l’adhérence radicale de Valesca à un autre système de croyance. »[5]

## Épisode 15:Un jour dans la vie
- États-Unis : 17/02/1997 (Syndication)
- France : 07/03/1998 (TF1)

- Murray Keane : Hower
- Alison Wall : Minya
- Willy de Wit : Zagreos
- Jim Ngaata : Gareth

- Cet épisode met l’accent sur la relation ambigüe qu’entretiennent Xena et Gabrielle.
- C’est Michael Hurst, connu pour incarner le personnage de Iolas, qui a réalisé cet épisode.
- Xena s’acquitte de sa dette envers Goliath (Mon Ami Goliath).
- On peut noter une petite erreur : une corde ne conduit pas l’électricité.
- Des cartons avec du texte en grec ancien divisent l’épisode en parties (on peut noter que les lettres grecques upsilon et nu sont prises l’une pour l’autre sur ces cartons).

## Épisode 16:La Clochette
- États-Unis : 24/02/1997 (Syndication)
- France : 14/03/1998 (TF1)

- Alexandra Tydings : Aphrodite
- Craig Walsh-Wrightson : le roi Lynaeos
- Ross Jolly : le roi Baros
- Craig Parker : le prince Sarpédon
- Mandie Gillette : la princesse Iléandra
- Karl Urban : Cupidon

- Le générique de fin a été changé pour laisser place à la chanson Joxer The Mighty[6].
- Créatures et personnages légendaires : Aphrodite, Cupidon.

## Épisode 17:L'Exécution
- États-Unis : 07/04/1997 (Syndication)
- France : 21/03/1998 (TF1)

- Tim Thomerson : Méléagre le puissant
- Tony Blackett : le juge Arbus
- Dean Stewart : le bourreau

## Épisode 18:Vive la mariée!
- États-Unis : 14/04/1997 (Syndication)
- France : 28/03/1998 (TF1)

- Jeremy Callaghan : Palaemon
- Chris Baily : Apex
- Sydney Jackson : Vidalus

## Épisode 19:Ulysse
- États-Unis : 21/04/1997 (Syndication)
- France : 04/04/1998 (TF1)

- John D’Aquino : Ulysse
- Rachel Blakely : Pénélope
- Timothy Raby : Méticlès

- Lors du générique de fin, on peut lire ceci : Despite Gabrielle’s incessant hurling, Ulysses’ ship was not harmed during the production of this motion picture. « Malgré les vomissements incessants de Gabrielle, le bateau d’Ulysse n’a pas été endommagé lors du tournage de cet épisode. »[7]
- Bien que présent dans le tout premier générique, Xena croise dans cet épisode Poséidon pour la première fois.
- Créatures et personnages légendaires : Poséidon, Ulysse.

## Épisode 20:Le Prix
- États-Unis : 28/04/1997 (Syndication)
- France : 04/04/1998 (TF1)

- Charles Mesure : Mercer
- Paul Glover : Menticlès
- Justin Curry : G’Kug
- Mark Perry : Galipan
- Sam Williams : le chef de la horde

## Épisode 21:Le Bateau de la malédiction
- États-Unis : 05/05/1997 (Syndication)
- France : 25/04/1998 (TF1)

- Tony Todd : Cécrops
- George Henare : Hidsim
- Nigel Harbrow : Basculis
- Edward Campbell : Altrech

- Le bateau de Cécrops est le même que celui d’Ulysse.
- La malédiction de Cécrops rappelle celle du Hollandais volant du Vaisseau fantôme.
- Lors du générique de fin, on peut lire ceci : Cecrops’ Joie de Vivre was not harmed during the production of this motion picture. « La joie de vivre de Cécrops n’a pas été blessée durant le tournage de cet épisode. »[8]
- Créatures et personnages légendaires : Cécrops

## Épisode 22:Gloire à Éros
- États-Unis : 12/05/1997 (Syndication)
- France : 02/05/1998 (TF1)

- Jay Laga’aia : Draco
- Anthony Ray Parker : Pinulus
- Barry Te Hira : Craigan
- Cameron Russell : Bliss
- Catherine Boniface : une prêtresse

- On peut noter un clin d’œil à la série Benny Hill lorsque les vierges courent après les soldats.
- Lors du générique de fin, on peut lire ceci : No Cherries were harmed during the production of this motion picture. « Aucune cerise n’a été blessée lors du tournage de cet épisode. »[9]
- Créatures et personnages légendaires : Éros